# Continental O-190
I Continental O-190  (designazione aziendale Continental C75 e C85) erano una famiglia di motori aeronautici a 4 cilindri contrapposti, raffreddati ad aria, prodotti dall'azienda statunitense Teledyne Continental Motors a partire dagli anni quaranta e destinati a velivoli leggeri per l'aviazione generale.
Deriva dalla precedente serie O-170 aumentandone l'alesaggio da 3 pollici e 7/8 a 4 pollici e 1/16.
Tecnologicamente simili, avendo stesse misure di alesaggio e corsa e stesso rapporto di compressione, i modelli si differenziavano sostanzialmente per la potenza erogata, 75 hp (56 kW) a 2 275 giri/min per il C75 ed 85 hp (63 kW) a 2 575 giri/min per il C85, grazie al diverso regime di rotazione massimo raggiungibile.
La versione C75 venne prodotta dal 1943 al 1952, la C85 dal 1944 al 1970.

## Aeromobili utilizzatori

### Aerei

#### C75
Brasile
- IPT Bichinho

 Regno Unito
- Auster Arrow

 Stati Uniti
- Commonwealth C-170 Trimmer
- ERCO Ercoupe 415
- Thorp T-11

#### C85
Brasile
- IPT 13

 Canada
- Fleet Model 80 Canuck e 90
- Fisher Celebrity
- Fisher Dakota Hawk

 Francia
- Druine D.5 Turbi
- Jurca Tempête
- Piel Emeraude

 Finlandia
- Heinonen HK-1 Keltiäinen

 Germania
- Limbach Gusty

 Italia
- Colli PL 2C Aerauto
- Lombardi FL.3
- Aermacchi MB.308
- Ambrosini Rondone
- Viberti Musca 1

 Regno Unito
- Taylor Titch

 Spagna
- Iberavia Peque

 Stati Uniti
- Aero-Flight Streak
- Aeronca 7BC 7DC, 11BC, 11CC e 12AC
- Aeronca L-16A
- All-American Ensign
- Cessna 120 e 140
- Commonwealth C-185 Skyranger e C-170 Trimmer
- Culver Model V
- Emigh A-2 Trojan
- ERCO Ercoupe 415
- Funk B-85
- Globe Swift
- LeVier Cosmic Wind
- Luscombe Silvaire
- Phoenix Major
- Taylorcraft 19
- Smith Miniplan
- Starr Bumble Bee II
- Stits Playboy

### Elicotteri
Brasile
- Baumgartl PB-63 (C85)